# Halálos iramban 10.
A Halálos iramban 10. (eredeti cím: Fast X) 2023-ban bemutatott amerikai akciófilm, a Halálos iramban 9. című film folytatása, valamint a franchise tizedik része. A filmet Justin Lin és Dan Mazeau forgatókönyvéből Louis Leterrier rendezte. A főszerepben Vin Diesel, Michelle Rodriguez, Tyrese Gibson, Chris "Ludacris" Bridges, Jordana Brewster, Nathalie Emmanuel, Sung Kang, Jason Statham, Charlize Theron, Jason Momoa, Daniela Melchior és Brie Larson látható.
2014 novemberében megerősítették, hogy a Halálos iramban 7. (2015) után még legalább három film fog készülni a franchise-ból. 2020 októberében kiderült, hogy a Fast Saga néven ismert fő sorozat egy tizedik és egy tizenegyedik résszel zárul, Lin visszatér a rendezői székbe, és a főszereplők is csatlakoznak. A film hivatalos címe akkor derült ki, amikor 2022 áprilisában megkezdődött a forgatás. Lin ezután még abban a hónapban távozott a rendezői posztról, kreatív nézeteltérésekre hivatkozva, azonban producerként megmaradt; Leterrier-t egy héttel később vették fel a helyére.
Az Amerikai Egyesült Államokban 2023. május 19-én mutatták be, Magyarországon egy nappal korábban, 2023. május 18-án került a mozikba.

## Cselekmény
Dominic Toretto-t és csapatát megbízza az Ügynökség, hogy lopjanak el egy számítógép chipet a római tranzitja során. Azonban Dom úgy dönt, hogy inkább kimarad ebből és feleségével, Letty Ortiz-zal és fiával, Brian Marcos-szal marad, így a csapat többi tagja (Roman Pierce, Tej Parker, Han Lue és Ramsey) Rómába utaznak. Aztán felbukkan Cipher, aki elárulja, hogy Hernan Reyes fia, Dante ellene fordította a csapatát és bosszút készül állni Dom-on, amiért tíz évvel ezelőtt megölte az apját és megfosztotta a családi vagyonától. Kis Senki őrizetbe veszi Cipher-t és azt állítja, hogy ő semmit se tud a római küldetésről. Dom és Letty rájönnek, hogy Dante tőrbe csalta a társaikat, ezért a segítségükre siettnek. Dante egy kamionba zárta a csapatot, ami egy bombát szállít. A bomba az utcára szabadul, amit végül Dom a Tevere folyóba lök, hogy csökkentse a kárt. Letty-t letartóztatják és Aimes ügynök, aki Mr. Senki eltűnése óta átvette az Ügynökség vezetőszerepét, úgy gondolja, hogy Dom és csapata felelősek a robbantásért, ezért hajtóvadászatot indít ellenük és egy több milliós vérdíjat tűz ki a fejükre.
Eközben egy kommandós csapat támad Dom húgára, Mia Torettóra Los Angeles-ben, aki éppen Brian-re vigyáz. Szerencsére épp időben érkezik meg Dom öccse, Jakob Toretto, aki Portugáliába viszi Brian-t, ahol minden bizonnyal Dom fog rájuk várni. Mr. Senki lánya, Tess megtalálja Dom-ot Nápolyban Isten Szeme segítségével és Rio de Janeiróba irányítja a férfit. Itt Dom összefut Dantéval és kihívja egy utcai versenyre, amelyen Dom régi ismerőse, Diogo és Isabel Neves (aki Brian édesanyjának, Elena Neves-nek a testvére) is részt vesz. A verseny alatt Dante elárulja, hogy bombákat helyezett el Diogo és Isabel autóiban. Dom megmenti Isabel-t, azonban Diogo meghal a robbanásban és Dante megnyeri a versenyt.
Tess meglátogatja Letty-t a CIA egyik börtönénél és titokban megsebzi őt, hogy a börtön orvosi részlegéhez kerüljön. Itt Letty találkozik Cipher-rel és kénytelen vele összefogni, hogy megszökjön a létesítményből, ami mellesleg az Antarktiszon található. Roman, Tej, Han és Ramsey Londonban húzzák meg magukat, ahol megtudják, hogy az összes pénzük eltűnt a bankszámlájukról. Ebben az esetben Ramsey barátjához, Bowie-hoz fordulnak, ám később Bowie ellenük fordul, hogy behajtsa rajtuk a vérdíjat. Így hát felkeresik Deckard Shaw-t, aki hajlandó segíteni nekik, miután az anyja is szökevénnyé vált miután segített Dom-nak. Aimes rátalál Dom-ra és letartóztatja, ám Dante emberei rajtaütnek a csapatán. Ezért Aimes összefog Dom-mal és Tess-szel, azonban kiderül, hogy Dante elfogta Isabel-t. Egy mesterlövész meglövi Tess-t, míg Dante lenyúlja Isten Szemét, amivel lenyomozza Brian-t Portugáliában. Dom-nak sikerül megmentenie Isabel-t, aki kórházba viszi Tess-t. Aimes csatlakozik Dom-hoz, valamint a csapat többi tagja is Portugáliába tart.
Ezalatt Dante nyakon csípi Brian-t és az embereit Dom és Jakob után küldi. Jakob feláldozza magát, hogy lerázza az üldözőiket Dom-ról. Egy közeli gátnál Dante két drónnal vezérelt nyerges vontatóval akar pontot tenni Dom és Brian életének végére. Aimes-ről kiderül, hogy mindvégig Dantének dolgozott és lelövi azt a gépet, amin Dom csapata utazik, akik látszólag életüket vesztik. Dom a kocsijával lehajt a gát oldalán és Brian-nel biztonságosan földet érnek. Ám Dante magát a gátat is aláaknázta és fel is robbantja azt. Letty és Cipher kiszabadul a börtönből és egy tengeralattjáróhoz sietnek, amiből Gisele Yashar száll ki, akiről azt hitték, hogy meghalt.
A stáblista utáni jelenetben Luke Hobbs ügynök hívást kap Dantétól, aki tájékoztatja, hogy ő is rajta van a listáján, mivel gyakorlatilag Hobbs volt az, aki rámérte a gyilkos csapást az apjára. Hobbs erre csak annyit felel a férfinak, hogy tudja hol keresse.

## Szereplők
| Szerep                             | Színész                              | Magyar hang        | Leírás |
| ---------------------------------- | ------------------------------------ | ------------------ | --- |
| Dominic Toretto                    | Vin Diesel                           | Galambos Péter     | Egykori bűnöző és profi utcai versenyző, aki visszavonulva feleségével, Lettyvel és fiával, Brian Marcossal él.                  |
| Dante Reyes                        | Jason Momoa                          | Varga Rókus        | A drogbáró Hernan Reyes fia, aki bosszút fogad Dom és bandája ellen.                                                             |
| Letty Ortiz                        | Michelle Rodriguez                   | Solecki Janka      | Dom felesége, egykori bűnöző és profi utcai versenyző.                                                                           |
| Roman Pearce                       | Tyrese Gibson                        | Kálid Artúr        | Egykori bűnöző, profi utcai versenyző és Dom csapatának tagja.                                                                   |
| Jakob Toretto                      | John Cena                            | Bognár Tamás       | Dom és Mia testvére, mestertolvaj, bérgyilkos és profi versenyző, egykor Mr. Senki ügynökeként dolgozott.                        |
| Tej Parker                         | Chris "Ludacris" Bridges             | Nagypál Gábor      | Miami szerelő és Dom csapatának tagja.                                                                                           |
| Megan Ramsey                       | Nathalie Emmanuel                    | Törőcsik Franciska | Brit számítógépes hacktivista, Dom csapatának tagja.                                                                             |
| Mia Toretto                        | Jordana Brewster                     | Ruttkay Laura      | Dom és Jakob húga, Dom csapatának tagja, aki párjával, Brian O'Connerrel és két gyermekükkel él.                                 |
| Han Lue                            | Sung Kang                            | Csőre Gábor        | Dom csapatának egyik tagja, aki Mr. Senki segítségével megrendezte a halálát.                                                    |
| Eric Reisner / Kis Senki           | Scott Eastwood                       | Fehér Tibor        | Kormányzati ügynök, aki Mr. Senki mellett dolgozott.                                                                             |
| Aimes ügynök                       | Alan Ritchson                        | Varga Gábor        | Mr. Senki ügynökségének új vezetője.                                                                                             |
| Isabel Neves                       | Daniela Melchior                     | Gubik Petra        | Brazil utcai versenyző, aki Dom egykori barátnőjének, Elena Neves-nek a testvére.                                                |
| Magdalene "Queenie" Ellmanson-Shaw | Helen Mirren                         | Bánsági Ildikó     | Egy női milícia főnöke és Dom egykori ellenségeinek, Deckardnak és Owennek, valamint az MI6 ügynökének, Hattie-nek az édesanyja. |
| Tess                               | Brie Larson                          | Mórocz Adrienn     | Mr. Senki lánya és ügynökségének megbízott tagja, szövetkezik Dommal és csapatával.                                              |
| Abuela Toretto                     | Rita Moreno                          | Ecsedi Erzsébet    | Dom, Jakob és Mia nagyanyja. |
| Deckard Shaw                       | Jason Statham                        | Epres Attila       | Dom és csapatának korábbi ellenfele, aki később új csapattaggá vált, miután megmentette Dom fiát.                                |
| Cipher                             | Charlize Theron                      | Szávai Viktória    | Számítógépes terrorista, aki Dom csapatának ellensége. Dantéval dolgozik együtt.                                                 |
| Diogo                              | Luis Da Silva Jr.                    | Dévai Balázs       | Brazil utcai versenyző, aki Dom és csapata szövetségese.                                                                         |
| Brian Marcos                       | Leo Abelo Perry                      | Endrődy Regő       | Dom és Elena fia. |
| Bowie                              | Pete Davidson                        | Ágoston Péter      | Ramsey barátja. |
| Luke Hobbs                         | Dwayne Johnson                       | Schneider Zoltán   | Egy DSS ügynök |
| Gisele Yashar                      | Gal Gadot                            | Nem szólal meg     | Egy volt Moszad-ügynök, akiről azt hitték, hogy meghalt.                                                                         |
| Hernan Reyes                       | Joaquim de Almeida (archív felvétel) | Kőszegi Ákos       | Volt brazíliai drogbáró, aki Dante Reyes apja.                                                                                   |
| Brian O'Conner                     | Paul Walker (archív felvétel)        | Rajkai Zoltán      | Dom csapatának egykori tagja, Mia párja.                                                                                         |

## Magyar változat
A szinkront a Mafilm Audio Kft. készítette. Forgalmazza a UIP-Dunafilm.
- Főcím: Welker Gábor
- Magyar szöveg: Speier Dávid
- Felvevő hangmérnök: Gábor Dániel
- Vágó: Sári-Szemerédi Gabriella
- Gyártásvezető: Cabello-Colini Borbála
- Szinkronrendező: Báthory Orsolya
- Produkciós vezető: Hagen Péter
- További magyar hangok: Csányi Dávid, Csúz Lívia, Elek Kíra, Fáncsik Roland, Fehérváry Márton, Hegedűs Miklós, Jeney Luca, Kolesár András, Lovas Dániel

## A film készítése

### Szereplőválogatás
2021 júniusában Diesel elárulta, hogy Cardi B újra eljátssza Leysa szerepét a tizedik filmben, miután a karakter a Halálos iramban 9.-ben (2021) debütált. Még abban a hónapban Diesel bejelentette, hogy a filmet két részre bontják; a főforgatás 2022 januárjában kezdődött, és egymás után zajlottak. 2021 decemberében Dwayne Johnson visszautasította, hogy visszatérjen a 10. részben, és "manipulációnak" nevezte Diesel Instagram-posztját, amelyben a visszatérését kérte. 2022 első felében Jason Momoa kapta meg a főgonosz szerepét, Daniela Melchior, Brie Larson, és Alan Ritchson pedig csatlakozott a stábhoz.

## Megjelenés
A Halálos iramban 10. a tervek szerint 2023. május 19-én jelenik meg az Egyesült Államokban. 2016 februárjában Diesel bejelentette a kilencedik és a tizedik film eredeti megjelenési dátumát, a tizedik film eredetileg 2021. április 2-án került volna a mozikba. Miután a 9. részt a COVID-19 világjárvány miatt a tizedik film megjelenési dátumára halasztották, a tizedik film megjelenési dátumát határozatlan időre felfüggesztették. 2021 júniusában Diesel bejelentette, hogy a tervezett megjelenési dátum 2023 februárja. Még az év augusztusában hivatalosan bejelentették, hogy a film 2023. április 7-én kerül a mozikba. Decemberben a filmet 2023 májusára csúsztatták.